# Стереофония
Стереофони́я, или стереозву́к (от др.-греч. στερεός «стереос» — «твёрдый, пространственный» и φωνή — «звук») — метод записи и воспроизведения звука, при котором создаётся иллюзия «звуковой перспективы» с сохранением направлений на разные источники звука.
Это достигается за счёт использования бинаурального эффекта и одновременной передачи звуковой информации по двум и более независимым каналам, в отличие от монофонической звукопередачи, когда звук передаётся по единственному каналу.
В обиходе стереофонической принято называть двухканальную звукозапись, однако это понятие охватывает более широкую сферу, обозначая объёмное звучание с любым количеством каналов. Термин «стереофония» в равной степени относится к таким понятиям, как «квадрофония» и «объёмный звук». При воспроизведении стереофонической записи через единственный громкоговоритель качество звука снижается из-за интерференции сигналов разных каналов, отличающихся по фазе.

## Разновидности стереофонии
Существуют два принципиально разных способа получения стереофонической записи.
При первом для фиксации звукового поля используются два и более микрофонов, разнесённых на определённое расстояние друг от друга. Пульсирующий ток звуковой частоты, создаваемый каждым из микрофонов, усиливается отдельными независимыми друг от друга усилителями, и записывается на отдельные каналы носителя. При воспроизведении звук, полученный от каждого из микрофонов, усиливается независимо и подаётся на отдельные громкоговорители или акустические системы, расположенные в соответствии с размещением микрофонов. Таким образом воссоздаётся звуковая картина, существовавшая в момент записи. Идеальным способом воспроизведения звукового поля считается условная плоскость, состоящая из бесконечно малых динамиков, передающих звук от расположенных таким же образом микрофонов. В звукозаписи музыкальных произведений для получения стереоэффекта достаточным считается наличие двух независимых каналов, а в кинематографе их не должно быть меньше трёх, чтобы исключить «провал» в центре звуковой картины, соответствующем середине экрана. Так, в широкоэкранных кинематографических системах «Синемаскоп» и «Широкий экран» использовались три фронтальных канала, а в широкоформатных системах «Тодд-АО» и «НИКФИ» — пять.
Второй способ получил название псевдостерео, и в отличие от первого не требует нескольких микрофонов для записи звукового поля. Стереофоническая фонограмма создаётся путём распределения по разным каналам нескольких исходных монофонических записей (см. Многодорожечная запись) при помощи «панорамного микшера». При создании псевдостереофонических фонограмм разные источники звука записываются по отдельности или для них устанавливаются отдельные микрофоны. Затем, в процессе сведе́ния (микширования) полученные сигналы распределяются по каналам готовой фонограммы. При этом эффект локализации источников звука создаётся как регулировкой уровня записи в разных каналах, так и коррекцией частотной характеристики, поскольку известно, что высокие частоты в наибольшей степени влияют на иллюзию направления. Кроме того, эффект дополнительно достигается регулировкой интенсивности отражённого звука и степени запаздывания с помощью линий задержки.
Также псевдостереофоническим (квазистереофоническим) называют эффект, получаемый при помощи устройства, помещаемого между монофоническим источником сигнала и стереофоническим усилителем, либо между монофоническим усилителем и стереофонической акустикой. Оба вида устройств известны по меньшей мере со второй половины пятидесятых; действуют они за счёт различий частотных и (или) фазовых характеристик каналов.
В 1960-е годы в США часто практиковался выпуск так называемых «дуофонических» грампластинок, в которых изначально монофоническим записям придавался эффект стерео. Монозапись распределялась по двум каналам с одновременной коррекцией частотной характеристики. В канале, соответствующем частичной локализации звука, подчёркивались высокие частоты, тогда как в противоположном они заглушались при сохранении уровня низкочастотных сигналов. После этого звук в одном из каналов подвергался задержке на доли секунды, создавая, таким образом, эффект ложного эха. Звукозаписывающие компании поступали так с одноканальными записями, сделанными перед внедрением стереотехнологий (пластинки Элвиса Пресли, Фрэнка Синатры), или в силу каких-либо технических причин записанных по одноканальной системе, несмотря на возможность стереофонии (The Beatles, The Beach Boys; так называемый fake stereo).

### В кинематографе
В кинематографе псевдостереофония пришла на смену многоканальной исходной записи в начале 1960-х годов, из-за технологической сложности синхронной киносъёмки. В Голливуде от линеек из нескольких микрофонов отказались в 1958 году, а в СССР эта технология была признана устаревшей в 1968 году; одним из последних советских широкоформатных фильмов, фонограмма которого записана пятиканальными стереомикрофонами, стала картина «Война и мир». В дальнейшем исходную фонограмму записывали одноканальными магнитофонами с последующим распределением по каналам с помощью панорамного микшера; на киностудии «Мосфильм» для этого был сконструирован пульт стереофонической перезаписи с панорамным регулятором.
Американская псевдостереофоническая система звуковоспроизведения «Перспекта» была основана на автоматическом переключении единственной звуковой дорожки на разные громкоговорители. Для этого в фонограмме записывались дополнительные управляющие сигналы с частотами 30, 35 и 40 Герц, не воспроизводящиеся усилителем. Сигналы каждой частоты подключали соответствующие громкоговорители, расположенные за экраном кинотеатров системы «Виставижн», создавая эффект следования звука за изображением.

### На радио
В ЧМ-радиовещании наличие так называемого пилот-тона на частоте 19 кГц является признаком передачи стереофонического сигнала. Выделенная в радиоприёмнике вторая гармоника частоты 19 кГц (38 кГц) используется как опорная частота для полного восстановления стереофонического сигнала.

## Развитие формата стерео
Впервые принцип стереофонии на практике был осуществлён в 1881 году в Париже Клементом Адером. На сцене Парижской Оперы Адер расположил ряд телефонных трансляторов, сигнал от которых по проводам шёл в кабины Парижской электрической выставки. Посетители кабин могли услышать концерт в прямой трансляции через две телефонные трубки (для каждого уха).
Впоследствии наладился коммерческий выпуск двухканальных телефонов: в 1890—1932 гг. во Франции под названием «Théâtrophone», в 1895—1925 гг. в Великобритании под названием «Electrophone»; массового распространения они не имели.
В звукозаписи первые пробы в стерефонии проводились в начале 1930-х гг. Большой вклад в развитие стереофонии внесли изобретения английского инженера Алана Блюмлейна. Его стереопара микрофонов («пара Блюмлейна») по сей день находит применение в практике звукозаписи. Она состоит из двух близко расположенных двунаправленных микрофонов, сориентированных под прямым углом друг к другу. В 1931 году он и его коллеги создали пробный киноролик под названием «Walking And Talking» с использованием стереозвука, а в 1935 году — при его участии был создан короткометражный фильм «Trains at Hayes», который является первым в истории фильмом со стереозвучанием.
В марте 1932 года в филадельфийской Академии музыки была осуществлена запись с использованием двух микрофонов, сигнал от которых шёл к двум иглам, нарезавшим две раздельные канавки на одном и том же восковом диске. Первая из этих записей, сделанная 12 марта 1932 года (во время исполнения «Прометея» Александра Скрябина), является наиболее ранней дошедшей до наших дней стереофонической записью. Первая же в истории стереогрампластинка была выпущена в 1933 году компанией EMI: по двум сторонам канавки были размещены соответственно два раздельных канала. В 1940 году был создан первый полнометражный анимационный фильм «Фантазия» с псевдостереофонической трёхканальной фонограммой. Запись воспроизводилась по системе «Фантасаунд» с отдельной киноплёнки. Однако из-за чрезвычайной сложности системы и слабо выраженного стереоэффекта дальнейшего развития она не получила.
В феврале 1954 года студия RCA Victor осуществила стереозапись, используя многоканальную аппаратуру: выступление Бостонского симфонического оркестра было зафиксировано одновременно как на моно-, так и на двухканальной плёнке. Последовало ещё несколько подобных записей, однако они не были предназначены для выхода на пластинках, так как ещё не существовало рынка массовой аппаратуры воспроизведения стереозвука. Однако уже через год, в 1955, появились первые стереомагнитофоны и наладился выпуск стереобобин. C 1957 года процесс записи в формате стерео стал превалирующим в американской музыкальной индустрии.
В 1958 году компания Western Electric изготовила аппарат Westrex, позволявший нарезать стереодиски, с которых, наконец, было возможно тиражирование обычных грампластинок (именно Western Electric ввели в обращение слова «стерео», «стереофонический» в области звукозаписи). В том же году вышла и первая коммерческая стереопластинка. Однако вплоть до конца 1960-х гг. значительное число грампластинок выходило в монозвучании, несмотря на студийную стереозапись.

## Квадрофония
Квадрофония (от лат. quattuor — четыре и др.-греч. φωνή — звук) — разновидность многоканальной звукозаписи, в которой используются 4 независимых канала. В отличие от двухканального стереозвука, образующего звуковую картину для каждого уха слушателя, квадрозвук призван окружить слушателя с 4 сторон, таким образом, направление звука не будет зависеть от положения головы слушателя. Квадродинамики, как и микрофоны, располагают по углам комнаты, но возможны и другие расположения, например по центру стен. Квадро имело ограниченный успех в 60—80-x годаx XX века, но его широкое распространение не состоялось прежде всего из-за стоимости аппаратуры и, как следствие, малого спроса на многоканальные носители звука. Сегодня интерес к квадро возрождается благодаря распространённости форматов многоканального звука (5.1).
- 5.1
- Dolby Digital